# Priscilla Pointer
Priscilla Pointer (18. května 1924 New York – 28. dubna 2025) byla americká herečka.

## Životopis
Priscilla Pointer se narodila 18. května 1924 v New Yorku a hereckou kariéru začínala na divadelních prknech. V 60. letech 20. století působila na divadle Broadway.
Svou první známou hereckou roli získala v hororovém filmu Carrie od režiséra Briana De Palmy, kde hrála matku hlavní postavy Sue Snell. Následovaly role ve filmech Hledání pana Goodbara (1977) a Modrý samet (1986). Na začátku 80 let 20. století hrála matku Pamely Ewingové v seriálu Dallas.
Byla dvakrát vdaná. Její první manžel Jules Irving zemřel v roce 1979 na infarkt. Měli spolu tři děti: Amy, Davida a Katie. V roce 1980 se vdala za producenta Roberta Symondse, se kterým žila až do jeho smrti v roce 2007. Dcera Amy se vdala nejprve za brazilského režiséra Bruna Barreta a později za amerického režiséra Stevena Spielberga.
V květnu 2024 oslavila své sté narozeniny. Zemřela 28. dubna 2025 ve věku 100 let v domově pro seniory v Ridgefieldu ve státě Connecticut. Její úmrtí oznámila následující den její dcera Amy Irving.